# Marcelo Valle Silveira Mello
Marcelo Valle Silveira Mello (Brasilia, 9 agosto 1985) è un hacker brasiliano.

## Biografia
Marcelo Valle Silveira Mello è stato arrestato nel 2018 nell'ambito dell'operazione Bravata con l'accusa di incitamento alla violenza. Attualmente sta scontando una pena di 41 anni di reclusione.
Ex studente di informatica, Mello è noto per aver incitato atti violenti e per aver diffuso contenuti estremisti, tra cui immagini di omicidi e materiale pedopornografico, già dal 2005, quando era attivo sul social network Orkut. Nel 2009 è stato il primo cittadino brasiliano ad essere processato per crimini legati al razzismo su Internet.
Secondo alcune fonti, Mello avrebbe avuto contatti con Wellington Menezes de Oliveira, l'autore del massacro del 2011 nella scuola comunale Tasso da Silveira a Realengo, Rio de Janeiro, in cui persero la vita 12 bambini. Mello fu arrestato per la prima volta nel 2012, rilasciato nel 2013 e nuovamente arrestato nel 2018, quando risiedeva a Curitiba.
Nel corso degli anni, Mello ha minacciato e attaccato Dolores Aronovich, docente presso l'Università Federale del Ceará e attivista contro la violenza di genere. Dolores, nota come "Lola", ha denunciato le azioni di Mello, contribuendo alla promozione della legge 13.642/2018, che consente alla polizia federale brasiliana di indagare sui crimini di misoginia online.

## BolsoCoin
Marcelo Valle Silveira Mello è il creatore della criptovaluta BolsoCoin, il cui nome si ispira a Jair Bolsonaro. BolsoCoin è un fork di Litecoin e fin dal suo lancio è stato associato all'imageboard Dogolachan. La criptovaluta viene utilizzata in particolare nei forum anonimi della rete Tor, dove viene impiegata in attività illegali come il doxxing e lo swatting.
BolsoCoin è stata pubblicata su GitHub da un utente con il nome di psyclon, che è stato identificato come Marcelo Mello. Questa attribuzione è confermata anche da un articolo del quotidiano Correio Braziliense. Inizialmente, la criptovaluta è stata distribuita in 1.488 unità, un numero che contiene riferimenti simbolici usati da gruppi neonazisti: il 14, che rappresenta uno slogan suprematista americano ("Dobbiamo garantire l'esistenza del nostro popolo e un futuro per i bambini bianchi"), e l'88, che fa riferimento al saluto "Heil Hitler", con la H come ottava lettera dell'alfabeto.